# Битаров, Вячеслав Зелимханович
Вячесла́в Зелимха́нович Бита́ров (осет. Битарты Зелимханы фырт Вячеслав; род. 2 февраля 1961, рп. Верхний Садон, Алагирский район, Северо-Осетинская АССР, РСФСР, СССР) — российский государственный и политический деятель, предприниматель и общественный деятель.
Председатель правительства Республики Северная Осетия — Алания с 24 сентября 2015 по 29 февраля 2016. Глава Республики Северная Осетия — Алания с 18 сентября 2016 по 9 апреля 2021 (врио 19 февраля — 18 сентября 2016).
Президент федерации дзюдо Республики Северная Осетия — Алания. Руководитель регионального отделения Всероссийского общества охраны природы (ВООП). Член Высшего совета партии «Единая Россия».

## Биография
Родился 2 февраля (по паспорту, из-за ошибки паспортиста — 21 февраля 1961) 1961 года в посёлке Верхний Садон Северо-Осетинской АССР. Младший из троих братьев. Отец и дед были шахтёрами, потом занимались сельским хозяйством. Вырос в семье простых крестьян: держали скот, косили траву, заготавливали сено, выращивали различные сельскохозяйственные культуры. Семья не была богата, но и не бедствовала. Отец и дядя — фронтовики, дядя — офицер, был комендантом некоторых европейских городов, демобилизовался в 1947 году.

### Образование
В 1984 году с отличием окончил факультет механизации Горского сельскохозяйственного института по специальности «инженер-механик».

### Служба в Вооружённых силах
В 1984 — 1986 годах служил в Советской Армии. Службу проходил на Украине, демобилизовался в звании лейтенанта.

### Трудовая деятельность

#### В сельском хозяйстве и бизнесе
Сразу после окончания школы в 1978 году устроился слесарем при Садонском свинцово-цинковом комбинате.
В 1986 году поступил на работу инженером-механиком в совхоз «Цветы Осетии». Через некоторое время был повышен до заместителя директора.
В 1991 году возглавил крестьянское хозяйство «ФАТ», параллельно развивал собственный бизнес.
В 1996 году возглавил ООО ГК «Пивоваренный дом „Бавария“».
С 2002 года — директор ООО «Агрофирма „ФАТ“».
В 2007 году стал генеральным директором компании ООО "Группа компаний «Пивоваренный дом „Бавария“».
В августе 2010 года ушёл с должности гендиректора ООО "Группа компаний «Пивоваренный дом „Бавария“». Компанию возглавил его сын Зелимхан Битаров.

#### В политике
Битаров несколько раз становился депутатом Собрания представителей Владикавказа. На состоявшихся 11 мая 2003 года выборах депутатов Собрания представителей города Владикавказа был избран, набрав 48,33 %.
Осенью 2007 года Битаров выдвинулся как самовыдвиженец на выборах в парламент Северной Осетии четвёртого созыва (проходили по смешанной системе). Баллотировался в Нальчикском округе № 28 Затеречного муниципального округа Владикавказа. На состоявшихся 2 декабря 2007 года выборах был избран, набрав 90,66 % голосов.
В 2012 году Битаров вступил в «Единую Россию», а 8 июня 2012 года был избран заместителем председателя парламента республики (должность оказалась вакантной, так как вице-спикер Азамат Хадиков стал министром архитектуры и строительной политики).
14 октября 2012 года на выборах в парламент Северной Осетии пятого созыва Битаров баллотируется в том же Нальчикском округе, но уже как кандидат от «Единой России». Был вновь избран, набрав 69,70 % голосов. Однако уже в ноябре того же года вернулся на работу в свою компанию.
10 июня 2015 года врио главы республики Северная Осетия Тамерлан Агузаров назначил Вячеслава Битарова врио первого вице-премьера Северной Осетии. В связи с этим Битаров сдал депутатский мандат.
24 сентября 2015 года глава Северной Осетии Тамерлан Агузаров предложил парламенту республики назначить Битарова главой правительства республики. Депутаты проголосовали единогласно, и Битаров стал премьер-министром Северной Осетии.

#### Глава Республики Северная Осетия — Алания
19 февраля 2016 года, после смерти главы РСО-Алания Тамерлана Агузарова, согласно Конституции Северной Осетии власть в республике автоматически перешла к Битарову как главе правительства.
29 февраля 2016 года президент России Владимир Путин назначил Битарова временно исполняющим обязанности главы Северной Осетии.
Избран Главой республики 18 сентября 2016 года. За его кандидатуру проголосовало 56 депутатов парламента Северной Осетии.
В качестве стратегической цели на посту Главы республики Вячеслав Битаров обозначил бездотационность региона к 2030 году.
Как доложил глава республики Президенту России Владимиру Владимировичу Путину на встрече с ним 9 августа 2018 года, за два года доходы регионального бюджета увеличились на 40 %, на 5 % снизилась дотационность республики, и положительная динамика продолжается.
Сумма незавершённого строительства в республике с января 2017 по январь 2019 года сократилась с 9,5 до 7,4 млрд.руб., а количество объектов «долгостроя» — с 211 до 169 за тот же период. Из 470 обманутых дольщиков более 100 обеспечены жильём в новостройках.
Согласно данным статистики, в РСО-Алания за период с 2015 по 2018 годы на 24 % вырос среднемесячный доход от трудовой деятельности. В 2015 году этот показатель исчислялся суммой в размере 17 195 рублей, а через три года уже составил 21 478 рублей[значимость факта?].
С 22 ноября 2017 по 18 июля 2018 и с 2 августа 2019 по 27 января 2020 — член президиума Государственного совета Российской Федерации.

## Награды

#### Государственные награды
- благодарственное письмо президента Российской Федерации (2019)[22]

#### Ведомственные награды
- медаль «За участие в военном параде в ознаменование 75-летия Победы в Великой Отечественной войне 1941-1945 годов» (май 2020)[23]

#### Региональные награды
- почётная грамота Республики Северная Осетия — Алания
- медаль «Во славу Осетии»
- почётное звание «Заслуженный работник сельского хозяйства Республики Северная Осетия — Алания»
- нагрудный знак «За цифровизацию Алании» (2019) — за внедрение инновационных проектов в сфере развития цифровой экономики Республики Северная Осетия-Алания[24]

#### Награды иностранных государств
- орден Почёта (21 августа 2018 года, Южная Осетия) — за вклад в развитие и укрепление дружественных отношений между народами и в связи с празднованием 10-й годовщины признания Российской Федерацией Республики Южная Осетия в качестве суверенного и независимого государства[25]
- орден Дружбы (2016, Южная Осетия)[26]

## Семья
Женат, имеет троих детей и четырёх внуков. Супруга Марина. Старший сын — Зелимхан, руководит экспериментальным сельскохозяйственным предприятием по выращиванию экологически чистого семенного картофеля. Зелимхан женат, воспитывает двух сыновей-близнецов — Вячеслава и Сослана. Младший сын — Хетаг, учится в университете, женат. Дочь Зарина — врач, высшее медицинское образование. Зарина замужем, воспитывает двоих детей.
Вячеслав Битаров живёт по осетинской традиции большой семьёй — с мамой (отца не стало в 2015 году), женой, обоими сыновьями, женой и детьми старшего сына, в одном общем доме. Дочь Зарина по традициям живёт в семье мужа. Мать Вячеслава Битарова — долгожительница, ей далеко за 90 лет.

## Увлечения
Любит в отпуске простой сельскохозяйственный труд. Умеет косить сено, пасти овец, варить пиво, водить трактор, выращивать картофель. Занимался дзюдо.